# Англійська мова в Україні
Англі́йська мо́ва — мова міжнародного спілкування в Україні, що затверджена законопроєктом № 9432 «Про застосування англійської мови в Україні».

## Історія
28 червня 2023 року Президент України Володимир Зеленський зареєстрував у Верховній Раді законопроєкт «Про застосування англійської мови в Україні» (№ 9432).
Серед іншого, проєктом закону передбачається офіційно закріпити статус англійської мови як однієї з мов міжнародного спілкування в Україні, визначити категорії посад, кандидати на зайняття яких зобов'язані володіти англійською мовою, унормувати особливості застосування англійської мови в роботі органів державної влади, органів влади Автономної Республіки Крим, органів місцевого самоврядування, підрозділів екстреної допомоги населенню, під час перетину державного кордону, у сферах освіти, культури, транспорту, охорони здоров'я тощо.
Окрім того, документом пропонується внести зміни до законодавчих актів з метою приведення їх норм у відповідність із його положеннями.
Законопроєкт визначає категорію посад, кандидати на які мають володіти англійською мовою. Серед них:
- державні службовці категорії «А», а також «Б» і «В», перелік яких встановлюється Кабінетом Міністрів України;
- голови місцевих державних адміністрацій, їхні заступники
- працівники органів місцевого самоврядування (крім виборних), основні посадові обов'язки яких передбачають виконання функцій з міжнародного співробітництва;
- військовослужбовці офіцерського, сержантського і старшинського складу, які проходять військову службу за контрактом, перелік яких встановлюється Кабінетом Міністрів України;
- поліцейські середнього і вищого складу Національної поліції України, посади начальницького складу інших правоохоронних органів, посади начальницького складу служби цивільного захисту, перелік яких встановлюється Кабінетом Міністрів України;
- прокурори;
- працівники податкових та митних органів, перелік яких встановлюється Кабінетом Міністрів України;
- керівники, члени виконавчого органу, члени наглядової ради (ради директорів) та інші посадові особи державних підприємств, господарських товариств, у статутному капіталі яких більш ніж 50 відсотків акцій (часток) належать державі;
- керівники державних наукових установ;
- керівники закладів вищої освіти.

4 червня 2024 року Верховна Рада прийняла Закон про застосування англійської мови в Україні, який отримав номер 3760-IX.
26 червня 2024 року Президент України Володимир Зеленський підписав Закон «Про застосування англійської мови в Україні».